# Peristylus setifer
Peristylus setifer är en orkidéart som beskrevs av Takasi Tuyama. Peristylus setifer ingår i släktet Peristylus och familjen orkidéer. Inga underarter finns listade i Catalogue of Life.